# TKB-059
TKB-059 (ТКБ-059) với tên thiết kế là Pribor-3B («прибор 3Б») là một loại súng trường tấn công của Liên Xô với ba nòng và sử dụng thiết kế bullpup. Với chế độ bắn hoàn toàn tự động và sử dụng loại đạn 7.62x39mm, được chế tạo bởi Tula State Arsenal. Nó được nhà thiết kế vũ khí cầm tay là German A. Korobov thiết kế.
Nó sử dụng ba hộp đạn rời cùng lúc với số lượng đạn tổng cộng là 90 viên. Mỗi nòng sẽ được gắn một hộp đạn. Mục đích chế tạo nó là để tăng xác suất bắn trúng mục tiêu cũng như hỏa lực kiềm chân quân địch. Theo như nghiên cứu các dự án thì Hoa Kỳ có một khẩu súng tương đương có tên SALVO trong dự án Vũ khí cá nhân đặc biệt.
TKB-059 có thể đạt tới tộc độ bắn rất cao và tạo ra độ giật mà người sử dụng nó có thể chấp nhận được khi bắn hoàn toàn tự động chứ không giật mạnh. Nó có thể bắn thuận cả hai tay vì vỏ đạn sẽ được đẩy ra ở phía sau hộp đạn.